# Daniel Baugeste
Daniel Baugeste (né Daniel Vaur à Aubière le 23 janvier 1948 et mort à Paris 13e le 1er décembre 2007) est un artiste contemporain français. Il a participé à la fois à la figuration libre et au mouvement graffiti naissant. 

## Vie et œuvre
Littéraire, sociologue et plasticien de formation, Daniel Baugeste pose dans son travail la problématique du fonctionnement de l'art dans notre société, de son statut, de ses modes, de son arbitraire parfois et de sa récente omniprésence dans l'espace social et culturel.
Il aurait pu écrire des essais de sociologie sur l'art, au lieu de cela, il choisit d'agir à la fois depuis l'intérieur - il fait de l'art - et sur le champ même de sa réflexion : la rue, la société, le fait « médiatico-publicitaire».
Il va donc intervenir directement sur cette nouvelle donne du XXe siècle, « les médias », génératrice selon l'artiste de la « troisième révolution de l'histoire de l'humanité » après la découverte de l'agriculture et le machinisme du XIXe siècle, et cela en ce qu'elle modifie, comme les deux premières, le comportement de l'homme à son insu.
Depuis le début des années 1980, Daniel Baugeste a présenté dans le monde entier ses détournements, utilisant les supports médiatiques. Il fait irruption dans le monde de l’art en 1982 en détournant des affiches 4 x 3 dans le métro parisien. Jusqu’en 1986, il multiplie les interventions in situ, à Paris mais aussi à Pékin et Tokyo (1985). 
Après avoir « détourné » la façade de l’hôtel de ville de Saint-Quentin (Aisne), il montre en galerie et dans des lieux culturels des silhouettes et des visuels publicitaires. Parmi ses expositions les plus remarquées, celle du centre culturel Les Gémeaux, à Sceaux (1986), présente dans un noir complet des silhouettes fortement colorées. Préfaçant l’ouvrage publié aux éditions Alternatives, William Burroughs écrit, de façon prophétique :
« Daniel Baugeste est un peintre pour les années quatre-vingt et quatre-vingt-dix. »
Et il ajoute :
« On pense à Salle, Chia, Haring, aussi bien qu’à Klein et à Mathieu… et finalement on pense à BAU GESTE, son nom tellement à propos et son futur immense. »
Travaillant par séries, Baugeste multiplie les expositions dans les années suivantes : « Aftermath » et « Ruins » à la galerie Loft, de Paris, « Simulacres » chez Anna Thiel, à Boston, « Rédemptions » et « Renaissances » à Paris, « Tableaux de légende », à Lyon.
En 2000, le musée Maillol l’accueille pour une grande exposition, « B Ready » où, cette fois, il ne détourne plus des œuvres publicitaires mais les pièces les plus emblématiques de Duchamp.
En passant de Paris à Paris, par la Grande Muraille de Chine, Saint-Quentin, la place Tian'anmen, Boston, New York ou encore Tokyo, la graffiti-star « simulationiste » poursuit son entreprise picturale de subversion de ce que la société donne à voir lorsqu'elle vend son présent. Pillant, raturant ou soulignant..., in situ ou en atelier selon les cas, il oblitère le présent pour mieux en révéler la trame. Cette spécularité agissant comme un révélateur, permet de mettre à nu l'essence du spectaculaire, toujours dans un présent déjà dépassé, et sa futilité de simulacre. La démarche demeure unique, bien que de plus en plus acceptée, donc imitée.

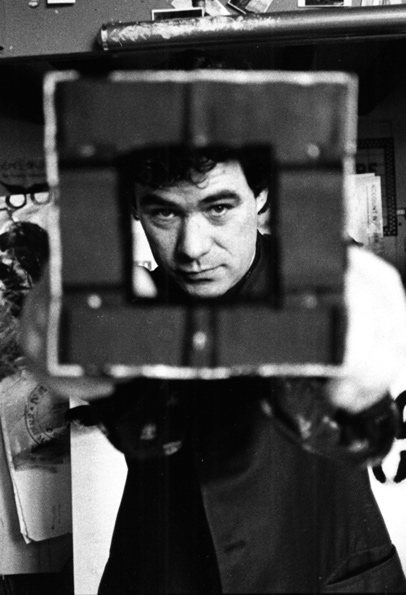
Paris 1985.
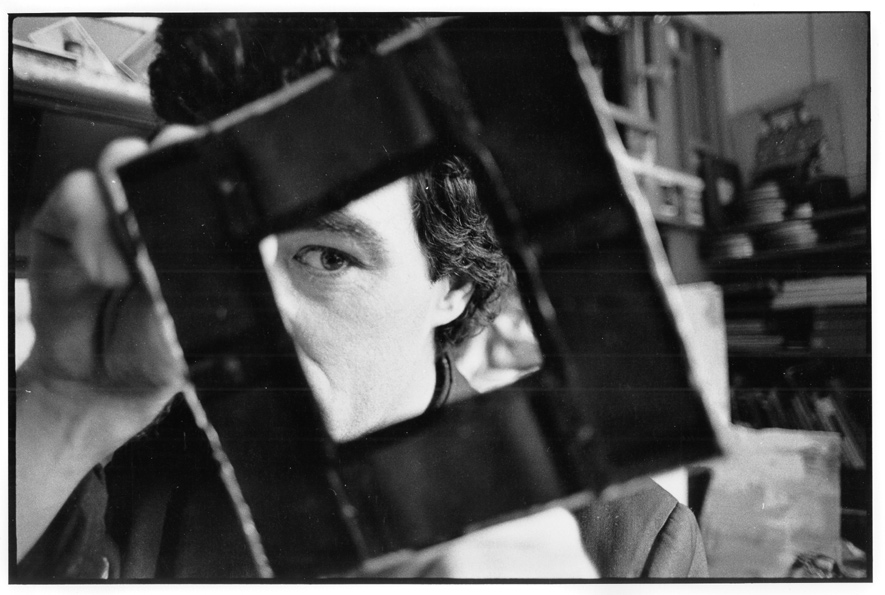
Paris 1985.
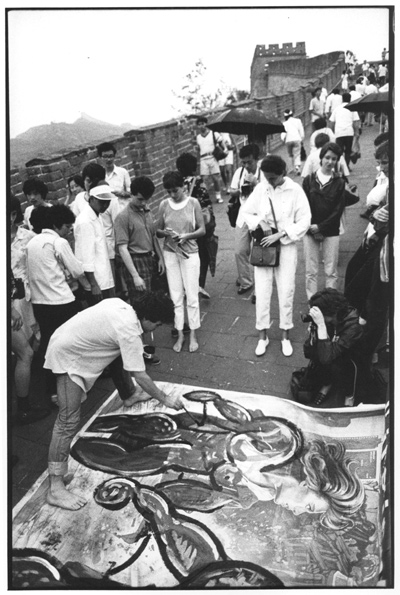
Grande Muraille de Chine en 1985.
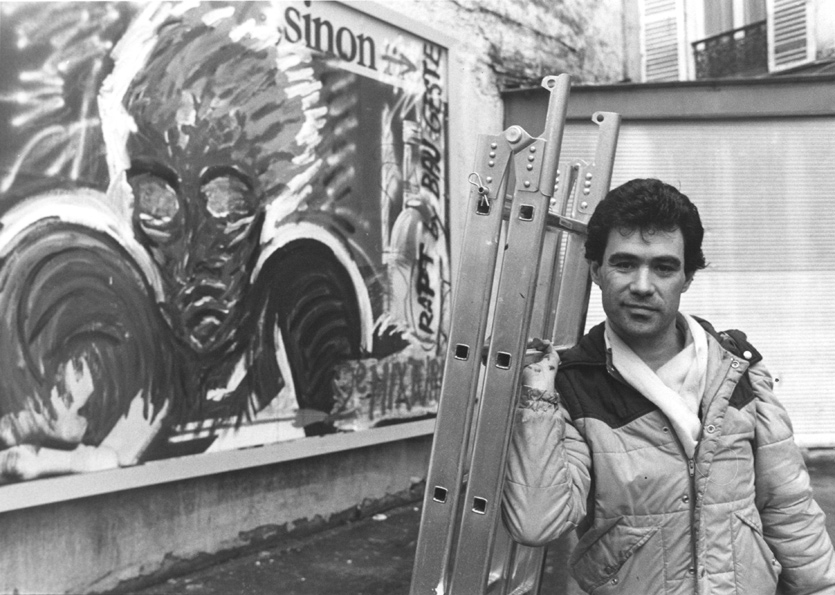
Paris 1984.
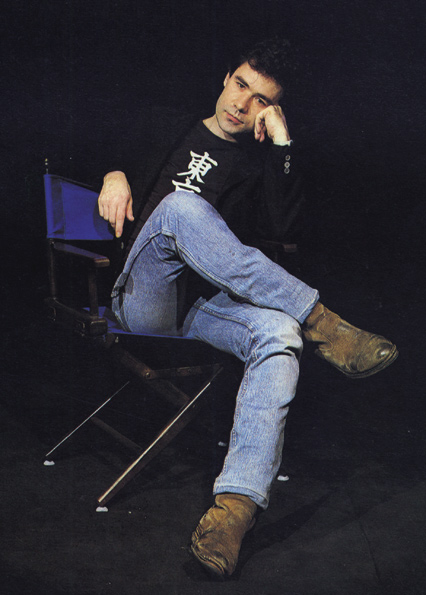
1985 Portrait (Corinne de Royer).
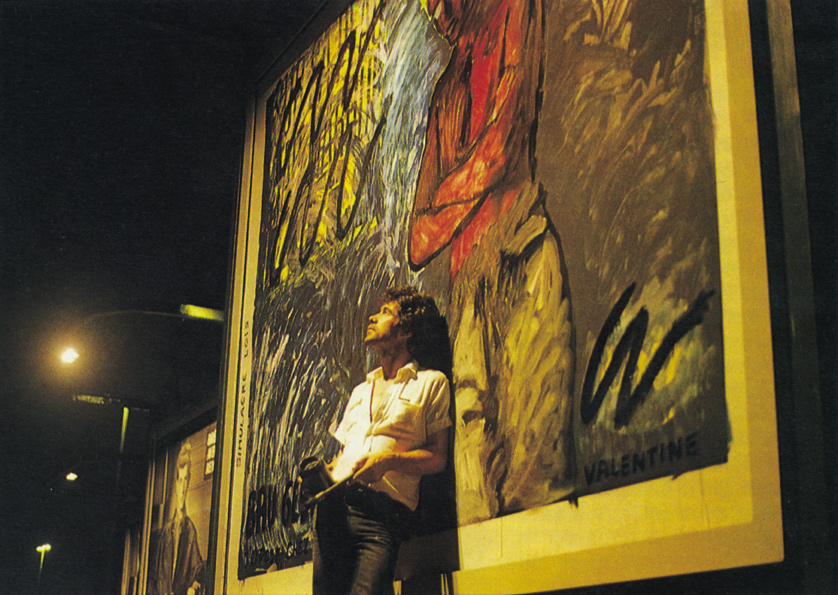
Un soir de 1984.
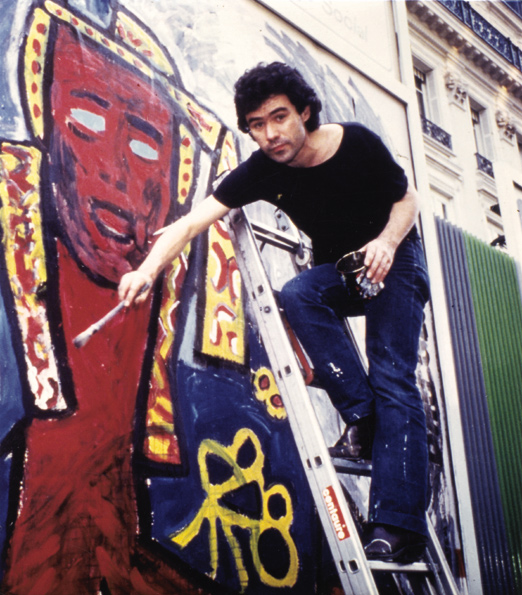
Paris 1984.

## Expositions, interventions, performances

### Interventions et performances
- 1982 : Intervention pirate sur les affiches 4 x 3 dans le métro à Paris
- 1983 : Intervention dans le métro Porte Maillot sur les 4 x 3 avec la RATP et METROBUS
- 1983 : Tournage du clip Baugeste en 35 mm avec la participation du CNC. Chanson du groupe hard-rock Sarah
- 1984 : Intervention sur une centaine de panneaux 4 x 3 de juin à novembre dans Paris avec le concours des sociétés Dauphin, Avenir, Marignan, Giraudy, Valentine
- 1984 : Intervention en public à l'espace Austerlitz avec le concours de France Rail & BàT
- 1984 : Intervention en public dans le hall de la Maison de la Radio à Paris
- 1984 : Tournage du film Les Médias-Peintres de Jean Villain & Hubert de Maximy
- 1984 : Tournage du film L'Art au quotidien de Jean-Claude Guidicelli
- 1984 : Intervention sur un bus de la RATP
- 1985 : Intervention en public sur des 4 x 3 pour le festival de Saint-Quentin
- 1985 : Intervention en public en Chine, sur la place Tian'anmen et sur la Grande Muraille
- 1985 : Intervention-exposition au Printemps et dans les rues de Ginza à Tokyo
- 1985 : Intervention sur des 4 x 3 pour le festival d'Automne à Paris
- 1985 : Intervention-exposition, place Vendôme et place des Victoires à Paris
- 1986 : Détournement de la façade de l'hôtel de ville de Saint-Quentin (Aisne)
- 1986 : Performance de rue collective : festival Émotions, Saint-Quentin (avec Daniel Baugeste, Speedy Graphito, Jef Aérosol, Blek Le Rat, Miss.Tic, Pascal Barbe, Placid & Muzo, Kriki, Etherno, Kim Prisu, Nuklé-art Lulu Larsen, Midnight Heroes, etc.)
- 1987 : Exposition "Free Art, l'année Beaubourg"  à l'occasion du 10e anniversaire du Centre Pompidou, au "Free Time" de la rue Saint-Martin, à Paris, avec, entre autres, Robert Combas, Rafael Gray, les VLP, François Boisrond, Paëlla Chimicos, SP 38, Miss Tic, Daniel Cueva, Jérôme Mesnager, Jef Aérosol, Jean Starck,  Ody Saban, Pascal Barbe, Lolochka, Henri Schurder, Banlieue-Banlieue, Frédéric Voisin…
- 1997 : Tournage du film RUN du réalisateur américain Sam Glen avec les mythologies

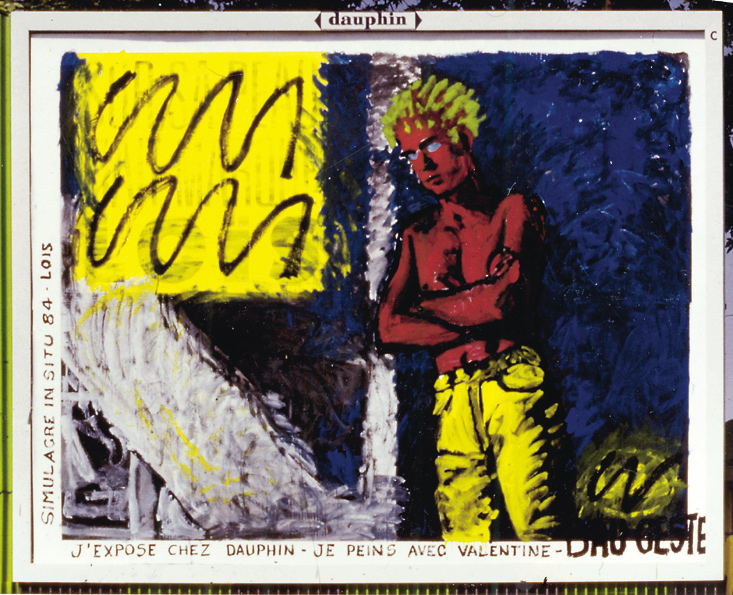
1984 - Simulacre Loïs
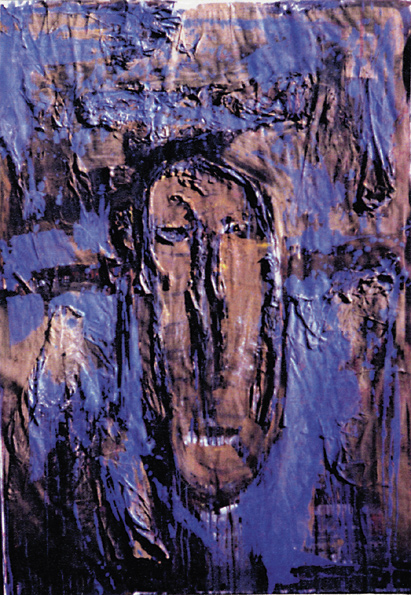
1990 - Expo "Ruins"
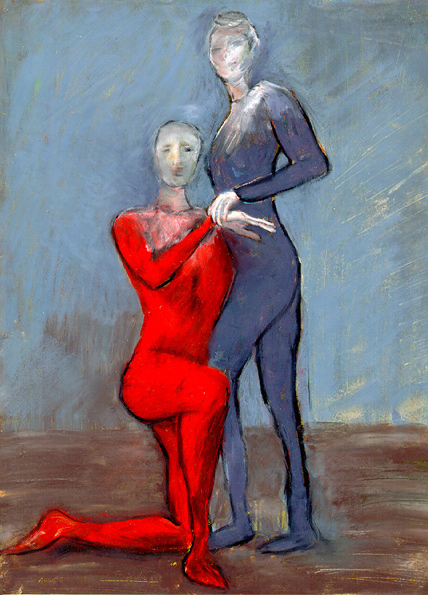
1996 - Dissimulation Versace
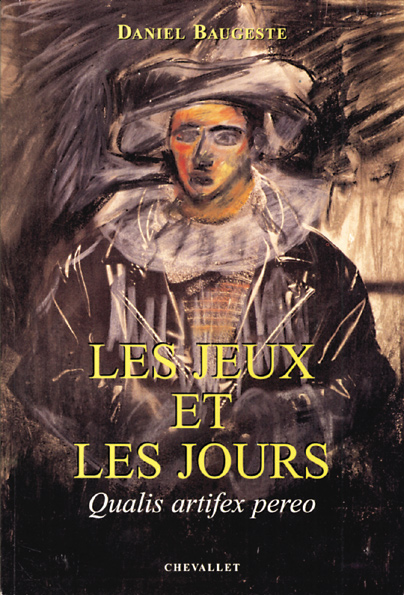
1996 - Les Jeux et les Jours
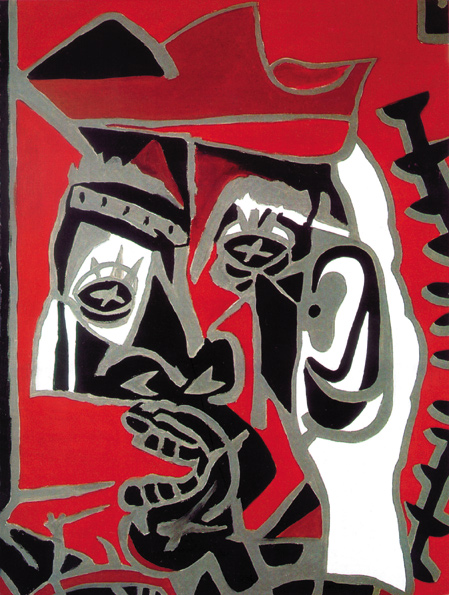
1997 - Rédemption Picasso
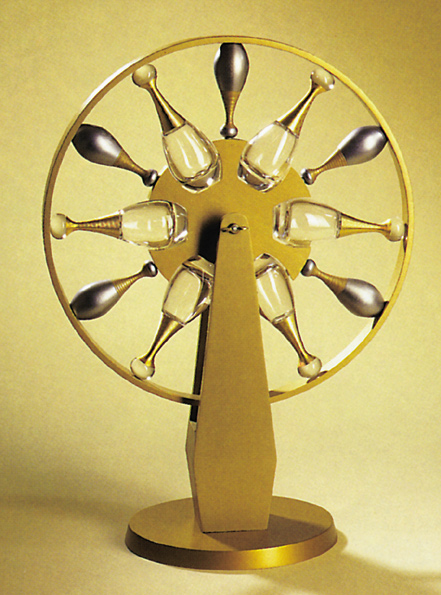
2000 - Expo "Dior by Baugeste"

### Expositions personnelles
- 1986 : « Silhouettes », centre culturel Les Gémeaux, Sceaux
- 1987 : « Aftermath », galerie Loft, Paris
- 1988 : « Ruins » (one man show), FIAC, galerie Loft, Paris
- 1988 : « Stèles », palais de justice de Saint-Quentin
- 1989 : « Ruins », galerie de Tugny-Lamarre, Paris
- 1989 : « Simulacres », Anna Thiel Gallery, Boston - New-York
- 1990 : « Ruins », galerie De Berry, Bordeaux
- 1990 : « Stèles & Ardoises », galerie de Tugny-Lamarre, Paris
- 1990 : « Ruins-Venise », galerie De Vos, Paris
- 1992 : « Simulacres », 8e Art Galerie Christophe, Paris
- 1993 : « La Légende Act I », galerie Loft, Paris
- 1997 : « Rédemptions & Renaissances », galerie Sacha Tarassoff, Paris
- 1998 : « Papiers de Légende », Halle Saint-Pierre, musée Max Fourny
- 1998 : « Tableaux de Légende », Lyon Cité Exposition, Mairie de Lyon
- 1999 : « Photograpies, Surviving B. », galerie Sacha Tarassoff, Paris
- 2000 : « Dior by Baugeste “B Ready” », musée Maillol à Paris

### Expositions de groupes
- 1985 : Montréal, Hallifax, New York, Tokyo
- 1985 : Galerie Agnès B. à Paris
- 1985 : « Les Médias-Peintres », maison de la culture, Rennes
- 1986 : Galerie Loft, Paris
- 1987 : « Avant-première » du Musée international du graffiti, galerie l'Autre Rive
- 1987 : Galerie Loft, Paris
- 1987 : "Free Art, l'année Beaubourg", Paris
- 1988 : « Tendances d'une génération », musée de Villeneuve-sur-Lot
- 1988 : « Images Capitale », CCI Centre Georges Pompidou
- 1988 : Jeux olympiques, Séoul
- 1989 : « La Révolution en peinture », bicentenaire de la Révolution française, halles d'Avranches, basilique Sainte-Aphrodise, Béziers
- 1990 : « Barcode », galerie De Berry et Bourse de commerce de Paris
- 1992 : « L'Immorosité », galerie l'Hydre de l'Art, Paris
- 1995 : « Extérieur Art », Lille
- 1995 : Salon de Mars, Paris
- 1995 : Espace Riquet, Béziers
- 1995 : Foire d'art contemporain, Strasbourg
- 1997 : « Carte Arts Programme » avec Peter Klasen, espace Paul Ricard, Paris
- 1998 : « Petits Formats » avec Yves Klein, J. Brown... Espace Kiron, Paris
- 1999 : « Étant Donné » avec les VLP (Vive La Peinture), Miss.Tic et Paella Chimicos., espace Paul Ricard, Paris